# West Arkeen
Aaron West Arkeen (18 de junho de 1960 – 30 de maio de 1997), mais conhecido como West Arkeen, foi um músico norte-americano conhecido por ajudar a escrever varias músicas dos Guns N' Roses.
Foi encontrado morto por overdose de drogas no dia 30 de maio de 1997, no seu apartamento em Los Angeles.

## Biografia
Arkeen nasceu na cidade de Neuilly-sur-Seine,França e cresceu em San Diego,Califórnia. Começou a tocar guitarra aos 14 anos. Ele passava centenas de horas treinando com um metronomo e se mudou para Los Angeles aos 21 anos para começar a carreira na indústria da música.
Depois de vários anos,ele tinha se tornado amigo de um bando de jovens,que mais tarde se tornariam o Guns N' Roses. Arkeen escreveu com eles as canções "It's So Easy","Crash Diet","Bad Obsession","The Garden" e "Yesterdays".